# HM: Il grande libro dell'heavy metal
HM: Il grande libro dell'heavy metal (noto anche come il grande libro dell'heavy metal o semplicemente HM) è una enciclopedia del rock ed dell'heavy metal scritta da Gianni Della Cioppa ed edito dalla Giunti Editore nel 2011.

## Storia editoriale
Tra gli anni '90 ed i primi 2000, Gianni Della Cioppa viene invitato da Riccardo Bertoncelli a partecipare come redattore agli Atlanti Musicali Giunti, una collana di libri da lui diretta e volta ad analizzare genere per genere, le specificità stilistiche ed i maggiori protagonisti. Gianni Della Cioppa partecipò così ai due volumi Heavy metal: I Classici (Giunti Editore, 2000) ed Heavy metal: I moderni (Giunti Editore, 2000) scritti da Luca Signorelli e scrisse il volume Heavy metal: I contemporanei (Giunti Editore, 2010). Se il lavoro svolto da Signorelli per gli Atlanti Musicali Giunti scaturì poi nel più ampio trattamento dal titolo Metallus. Il libro dell'heavy metal (Giunti Editore, 2001), il culmine del lavoro di Della Cioppa si concretizzò in HM: Il grande libro dell'heavy metal, che del lavoro precedente fu "una riscrittura ed una revisione, in svariate parti effettuata in toto, un lavoro di aggiornamento frutto dell'esperienza, del trascorrere del tempo che ha fatto maturare ascolti un tempo non parsi così fondamentali o al contrario celebrati troppo frettolosamente come masterpiece". HM: Il grande libro dell'heavy metal fu pubblicato nella nuova collana della Giunti chiamata Bizarre inaugurata nel 2008 con il libro Fabrizio De André in concerto di Franco Zanetti e Claudio Sassi. Tra i redattori coinvolti da Della Cioppa nella stesura dell'enciclopedia, vi furono Lorenzo Becciani e Giovanni Loria, in seguito coinvolti anche nella rivista Classix Metal, Andrea Valentini, Massimiliano Sebastiani, Francesco Vaccaro, Angelo Ramella, Barbara Morazzone e Massimo Bettinazzi.

## Il libro

### L'introduzione
Il libro si apre con una introduzione che analizza le modalità con cui la musica hard rock ed heavy metal è stata in vari modi snobbata ed osteggiata dalla critica del rock più "colto" e dai mass media, fino all'ostracismo ad essa rivolto da alcuni ambienti religiosi con l'accusa di satanismo, oppure dei tribunali, che a varie riprese hanno accusato band come Judas Priest e Ozzy Osbourne di induzione al suicidio, fino alla rivalsa che secondo Della Cioppa ha consacrato il metal come simbolo della musica rock più genuina e sincera. Parte dell'introduzione è poi volta alla ricerca delle origini del termine "heavy metal".

### Breve storia dell'Heavy metal
Il libro passa poi ad una breve trattazione della storia dell'heavy metal partendo dal paragrafo 1967. c'era una volta il Blues: anni '70, hard rock al potere, in cui, partendo dai primi passi mossi dai Blue Cheer verso un maggior valore alle distorsioni, si mosse sempre più al limite dell'"hard" con Led Zeppelin, Deep Purple o Grand Funk Railroad, fino al primo immaginario satanista tipico dei Black Sabbath. Segue poi il paragrafo 1979. NWOBHM: Il ritorno delle criniere al vento, in cui viene analizzata l'evoluzione del genere in un'epoca dominata dalla New wave/post-punk, per poi arrivare ai primi generi derivati nel paragrafo 1983. Epic, Thrash e Glam: La battaglia abbia inizio. L'accento viene poi messo nell'evoluzione storica del genere verso il Black metal nel paragrafo 1988. Black metal: discesa agli inferi e verso il prog metal in 1992. Prog metal: Incanto, tecnica e romanticismo. Il nuovo millennio del metal passa invece attraverso le declinazioni del gothic metal e del nu metal con 2001. Un nuovo millennio tra medioevo e rinascimento, per poi chiudere con nuove prospettive proposte in 2011. La fine? L'inizio!.

### Le voci delle band
La parte centrale del libro viene dedicata quasi interamente alle voci sulle singole band, per le quali Della Cioppa ed il suo staff, presentano "una breve scheda biografia, precisa e puntigliosa, con i punti salienti messi in risalto, accompagnata dalle recensioni degli album più significativi"
Al posto dei gruppi Mathcore presenti in Metallus vengono aggiunte band Metalcore come Lamb of God, Hatebreed e Avenged Sevenfold. Vengono poi parallelamente presentati gruppi Pop rock come HIM, Skunk Anansie e My Chemical Romance. Accanto alle voci delle band vengono poi presentate delle schede per gran parte dei generi e sottogeneri dell'hard rock e dell'heavy metal.

### Altri dischi
Alcune band considerate importanti per l'evoluzione o per la divulgazione del genere, ma che magari hanno avuto una rilevanza e/o una discografia limitata vengono trattate marginalmente alla fine del volume nella sezione Altri Dischi.